# Paleran
Paleran is een bestuurslaag in het regentschap Jember van de provincie Oost-Java, Indonesië. Paleran telt 13.484 inwoners (volkstelling 2010).